# Andrena hebes
Andrena hebes är en biart som beskrevs av Pérez 1905. Andrena hebes ingår i släktet sandbin, och familjen grävbin. Inga underarter finns listade i Catalogue of Life.